# 樊洪业
樊洪业（1942年11月9日—2020年8月29日），曾用名石希元，男，祖籍河北抚宁，生于辽宁抚顺，中国近现代科技史学家。曾任中国科学院科技政策与管理科学研究所研究员、中国科学院院史研究室主任。

## 生平
1942年11月9日出生于辽宁抚顺。1960年考入吉林大学化学系，1965年7月毕业后被分配至中国科学院微生物研究所。1969年加入中国共产党。1978年调入新成立的《自然辩证法通讯》杂志社，1985年随杂志社并入新成立的中国科学院科技政策与管理科学研究所，1991年晋升研究员。曾任中国科学院院刊编辑室主任、副所长、院史研究室主任等职，2002年12月退休。曾任中国科学技术史学会常务理事、中国现代文化学会理事，《中国科学院院刊》《自然辩证法通讯》《中国科技史杂志》等刊物的编委。2020年8月29日逝世。

## 著作
著有《科学业绩的辨伪》、《耶稣会士与中国科学》、《科学旧踪》等。
主编《竺可桢全集》，主编“20世纪中国科学口述史丛书”。“老科学家学术成长资料采集工程”的特邀顾问。